# Annette Lind
Annette Harbo Lind (nascida em 2 de junho de 1969 em Spøttrup) é uma política dinamarquesa, membro do Folketing pelo partido Social-Democrata. Ela foi eleita nas eleições legislativas dinamarquesas de 2011 e também foi membro do conselho municipal do município de Holstebro de 2010 a 2011.